# Herrgottsruhkapelle (Greifenberg)

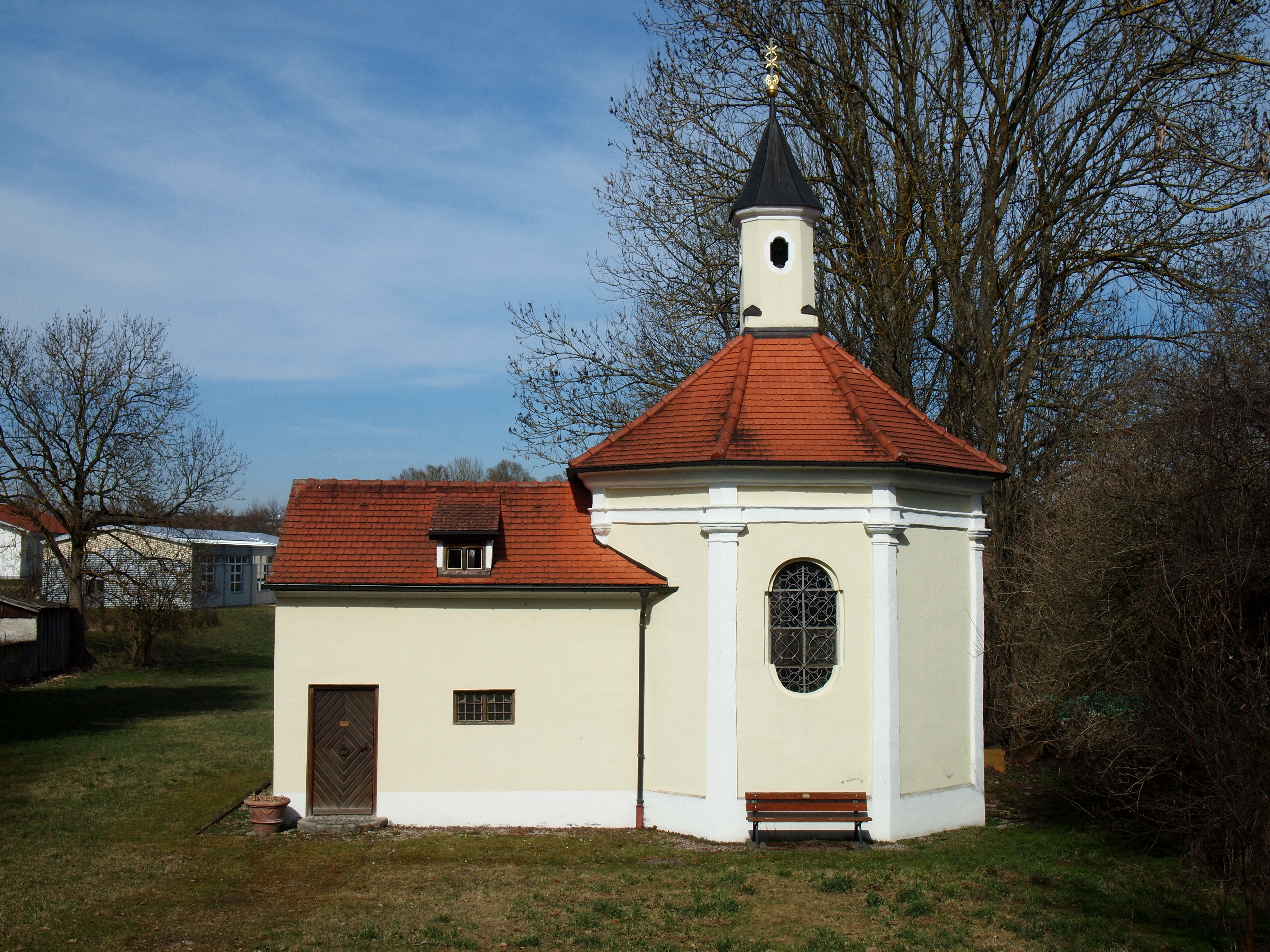
Herrgottsruhkapelle in Greifenberg

Die römisch-katholische Herrgottsruhkapelle steht in Greifenberg im oberbayerischen Landkreis Landsberg am Lech. Das Bauwerk ist in der Liste der Baudenkmäler in Greifenberg als Baudenkmal unter der Nr. D-1-81-123-1 eingetragen. Die Kapelle gehört zum Bistum Augsburg.

## Beschreibung
Der barocke Zentralbau mit Pilastern an den acht Ecken wurde 1697 gestiftet. Er ist mit einem Zeltdach bedeckt, das von einer Laterne gekrönt wird. Der rechtwinklige Anbau nach Westen wurde 1820 angefügt.
Der Hochaltar wurde von Lorenz Luidl gebaut. Er wird flankiert von den Skulpturen des heiligen Sebastian und des Rochus von Montpellier. Auf dem Altarretabel ist Christus in der Rast dargestellt.